# Tangara noir et blanc
Lamprospiza melanoleuca
Genre
Espèce
Statut de conservation UICN

 LC  : Préoccupation mineure
Le Tangara noir et blanc (Lamprospiza melanoleuca) est une espèce de passereaux appartenant à la famille des Mitrospingidae. C'est la seule espèce du genre Lamprospiza.

## Description
Il mesure 17 cm de longueur et pèse 34 g.

## Habitat et répartition
Son aire s'étend de l'ouest de l'Amazonie au Pará et jusqu'à l'est du plateau des Guyanes et Marajó.

## Comportement
Il vit en bandes de 3 à 6 individus. Il fourrage en troupes mixtes à la recherche de fruits dans les arbres.